# Bilo, Dobrici
Bilo (în bulgară Било) este un sat în comuna Kavarna, regiunea Dobrici, Dobrogea de Sud, Bulgaria. 
Între anii 1913-1940 a făcut parte din plasa Casim a județului Caliacra, România. În trecut s-a mai numit și Surutchioi. Majoritatea locuitorilor erau români.
Vasile Stroescu în lucrarea Dobrogea nouă pe căile străbunilor nota: Satul e situat pe platou, având în împrejurimi mici ondulațiuni la răsărit spre Isma Ichioiu și Sarâ-Musa, la apus dealul Kiuliuc iurtluc cu movila Dortiucler, la sud dealul Caranasuf și Baalar, despărțite prin valea Ghiolgiuc și la nord cu dealuri pe care se afla movilele Kiuliuc și Bairam iuc. Se învecinează la răsărit cu satul Calaigi-dere, la apus Sernino și Crușevo, la mizănoapte Simionovo și la miazăzi Caranasuf.

## Demografie
Componența etnică a satului Bilo
     Bulgari (100%)
     Nicio identificare (0%)
     Altele (0%)
La recensământul din 2011, populația satului Bilo era de 31 locuitori. Din punct de vedere etnic, majoritatea locuitorilor (100,0%) erau bulgari. Pentru 0,0% din locuitori nu este cunoscută apartenența etnică.